# Giardino del Túria
Il Giardino del Túria (in valenciano Jardí del Turia) è un parco di 136 ettari che si trova nella città di Valencia ed è uno dei più grandi parchi urbani di Spagna.
Il parco è stato realizzato nel 1986 nell'antico alveo del fiume Túria, che venne prosciugato come misura preventiva al fine di evitare le periodiche alluvioni che affliggevano la città di Valencia. Dopo la grave alluvione del 1957 che causò gravi danni alla città e uccise molte persone, si decise infatti di deviare il fiume fuori dai confini della città e di realizzare un giardino nel suo vecchio letto.
Il Giardino del Túria è lungo oltre 9 km ed ospita numerosi parchi, fra cui il Parc Gulliver, campi sportivi, il giardino botanico e la Ciutat de les Arts i les Ciències.

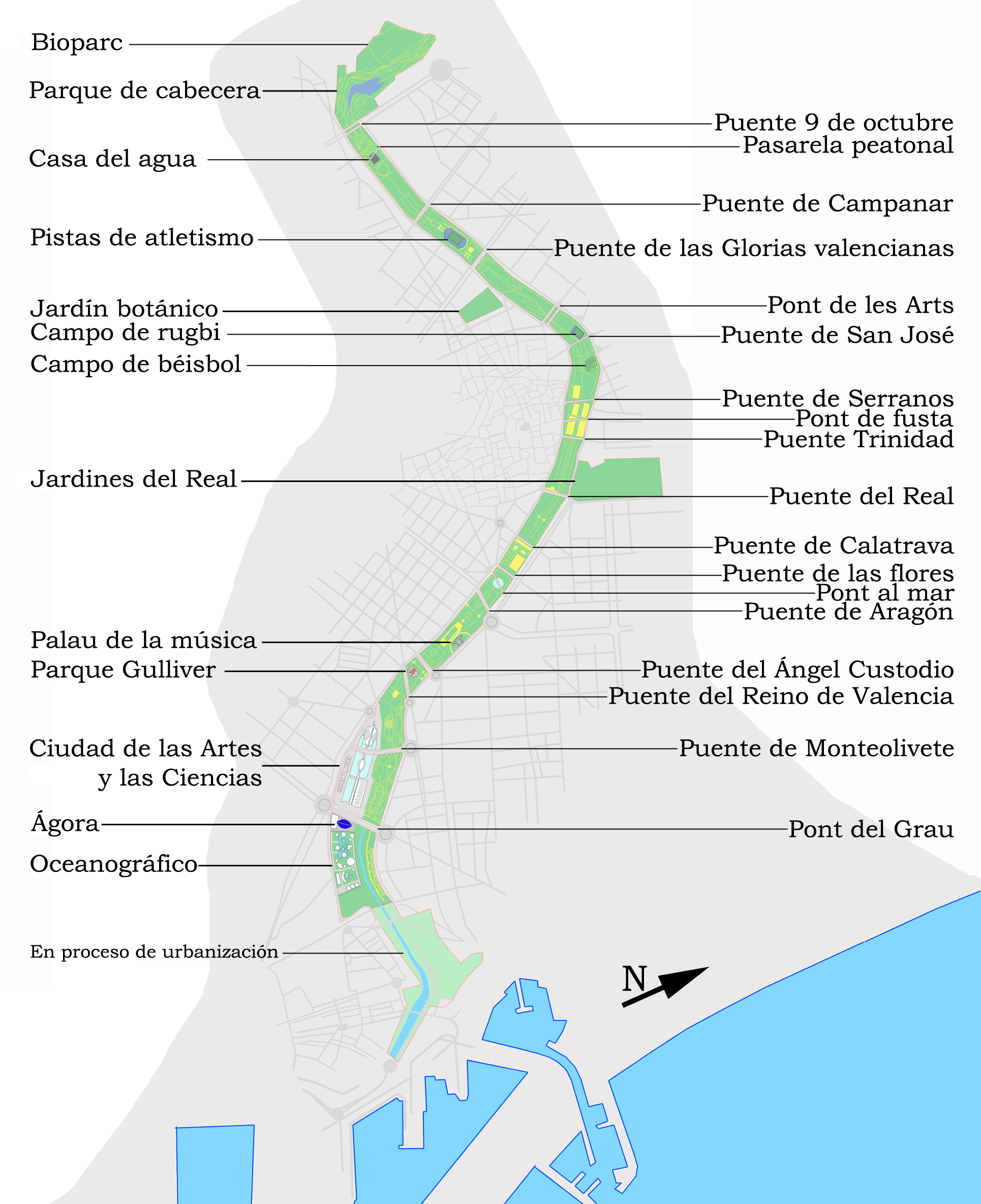
Mappa del parco